# مركز الأمير سلطان الحضاري (الرس)
مركز الأمير سلطان بن عبدالعزيز الحضاري بمدينة الرس يخدم مدينة الرس في العديد من المرافق ومنها: المسرح ويتسع لأكثر من 730 شخص وقاعة للاحتفالات تتسع لأكثر من 900 شخص وصالة للطعام تتسع لاكثر من 500 شخص وقاعة للمحاضرات تتسع لأكثر من 130 شخص ويمتلك المركز أربع استراحات لضيوف المركز وروادة ويحتوي على نافورة جمالية تفاعلية وغيرة من المرافق ويتسع المركز بشكل عام الأكثر من 2500 شخص